# Pioneros de la Revolución
Los Pioneros de la Revolución (en francés: Pionniers de la Révolution) fueron un movimiento juvenil de Burkina Faso, el grupo fue creado siguiendo el modelo de los movimientos juveniles de pioneros controlados por los partidos comunistas, tales como los Pioneros de Enver de Albania, la Organización de Pioneros José Martí de Cuba, y el Movimiento de Pioneros Agostinho Neto del MPLA de Angola.
Los Pioneros de la Revolución organizaban a niños y jóvenes de todas las edades. Como muchos otros movimientos de jóvenes pioneros, tales como la Organización de Pioneros Vladímir Lenin, los Jóvenes Pioneros de China, las insignias más visibles de los pioneros eran los pañuelos rojos, los uniformes y las gorras amarillas. 
El movimiento fue fundado por el Capitán Thomas Sankara, un marxista panafricanista revolucionario, que accedió al poder en la república de Alto Volta, después de dar un golpe de Estado en 1983. Sankara no obstante, contaba con apoyo popular. 
Sankara llevó a cabo la que llamó la "Revolución democrática y popular", (en francés: Révolution démocratique et populaire), una transformación radical de la sociedad. Muchas de las medidas tomadas por Sankara y su Consejo de Salvación Popular estaban relacionadas con el bienestar de la infancia, por ejemplo llevó a cabo una campaña contra la mutilación genital femenina y prohibió el matrimonio forzado. El Gobierno del país africano realizó una campaña de alfabetización de ámbito nacional, y aproximadamente dos millones y medio de niños fueron vacunados contra la meningitis, la fiebre amarilla y el sarampión.
Otras entidades creadas por el gobierno de Sankara incluían los Comités de Defensa de la Revolución, a los cuales muchos pioneros pertenecían también, y los tribunales populares revolucionarios. Los comités, los tribunales y los pioneros, fueron abolidos después del asesinato de Thomas Sankara en 1987, tras un golpe militar liderado por su antiguo camarada Blaise Compaoré, el cual permaneció en el poder hasta que fue derrocado por una revuelta popular en el año 2014. Sams’K Le Jah, líder de Le Balai citoyen, el principal grupo opositor a Compaoré, dijo en una entrevista que recibió su "educación política" en su juventud por parte de los Pioneros de Sankara.